# Naz̧ar Bolāgh
Naz̧ar Bolāgh (persiska: نَظَر عَلی بُلاغی, نظر بلاغ, Naz̧ar ‘Alī Bolāghī) är en ort i Iran.   Den ligger i provinsen Ardabil, i den nordvästra delen av landet, 500 km nordväst om huvudstaden Teheran. Naz̧ar Bolāgh ligger 508 meter över havet och antalet invånare är 319.
Terrängen runt Naz̧ar Bolāgh är kuperad åt sydost, men åt nordväst är den platt. Terrängen runt Naz̧ar Bolāgh sluttar norrut. Runt Naz̧ar Bolāgh är det ganska glesbefolkat, med 35 invånare per kvadratkilometer. Närmaste större samhälle är Qeshlāq-e Khalīfehlū, 11,1 km norr om Naz̧ar Bolāgh. Trakten runt Naz̧ar Bolāgh består till största delen av jordbruksmark.